# Yumileidi Cumbá
Yumileidi Cumbá (Guantánamo, 11 de fevereiro de 1975) é uma campeã olímpica e arremessadora de peso cubana. Sua maior conquista foi a medalha de ouro em Atenas 2004, que recebeu após a descoberta do doping da russa Irina Korzhanenko, vencedora na ocasião.
Cumbá ainda possui medalhas nos Jogos Pan-Americanos – foi campeã em Santo Domingo 2003  – na Universíade e no Mundial Indoor.